# Zonitis queenslandica
Zonitis queenslandica là một loài bọ cánh cứng trong họ Meloidae. Loài này được Blackburn miêu tả khoa học năm 1899.